# سن-مالاشی، کبک
سَن-مَلَشی (به فرانسوی: Saint-Malachie) قصبه‌ای در منطقه شهری بلشاس ناحیه شودییر-آپالاش در استان کبک کانادا است. در سرشماری سال ۲۰۱۱ این قصبه ۱٬۳۹۹ نفر جمعیت داشته‌است و مساحت آن ۱۰۰٫۵۹ کیلومتر مربع است.